# أوركسترا بوسطن السمفونية
أوركسترا بوسطن السمفونية هي أوركسترا أمريكية من بوسطن،ماساتشوستس.تأسست في 1891 وهي ثاني أقدم فرقة من الخمس أوركسترا الأمريكية التي يشار إليها عادة باسم «الخمسة الكبار».